# Barrage Dworshak
Le barrage Dworshak est un barrage en États-Unis, dans l'État de l'Idaho, sur la North Fork Clearwater River (en). Il est associé à une centrale hydroélectrique de 460 MW.